# Laurence Equilbey
Laurence Equilbey   (París, 6 de març de 1962) és una directora d'orquestra francesa. Va fundar tres conjunts  orquestrals Accentus el 1991, el Jeune Chœur de Paris el 1995 i l'Orquestra Insula el 2012 que li van valer un gran renom nacional i internacional.

## Biografia

### Joventut i formació
Laurence Equilbey va passar la seva infància a Friburg de Brisgòvia (Bosc Negre) amb pares amants de la música que cantaven en un cor. Als onze anys, quan va tornar a París, va començar a aprendre piano i després, com a interna a la Casa d'Educació de la Legió d'Honor, va tocar la guitarra, la flauta i va cantar.
Va ingressar al Conservatori Nacional de Música i Dansa (CNSMD) de París, a la classe de Betsy Jolas, mentre cursava estudis superiors a la Sorbona. Va continuar la seva formació a Viena i a Escandinàvia, sobretot amb Eric Ericson, Jorma Panula, i a Londres, amb Denise Ham i Colin Metters.

### Carrera musical
El 1991, va fundar el cor de cambra Accentus a París, amb el qual va obtenir un èxit significatiu. Aquest conjunt vocal es dedica a promoure la música a cappella i oratori, principalment al voltant de repertoris que daten des de mitjans del segle XVIII a la música contemporània. Aquest cor va guanyar diversos concursos.
El 1995, va crear el Jeune Chœur de Paris (JCP), un nou cor per a joves d'entre 16 i 24 anys. El 1999, el cor va guanyar el concurs Florilège vocal de Tours i va obtenir el segon lloc al concurs Guido d'Arezzo.
El 2002, el cor va passar a formar part d'un centre de formació per a joves cantants (de 16 a 28 anys), el departament superior per a joves cantants (DSJC), dins del Conservatori Regional de París. Aquest centre de formació està dirigit especialment a joves adults i condueix a un diploma de jove cantant. Va dirigir aquest cor fins al 2010 amb Geoffroy Jourdain, i després va deixar el seu lloc a Henri Chalet. Va romandre com a codirectora artística fins al 2016.
Va fundar el programa europeu Tenso el 2004, amb importants conjunts vocals europeus, per tal de desenvolupar l'art vocal a Europa. Aquesta col·laboració ha permès l'intercanvi de partitures, l'ajuda a joves cantants i a joves compositors. El 2007, amb el suport de la Fundació Orange, va invertir per crear l'e-tuner, un teclat portàtil que es pot manipular cegament i que ajuda als cantants a cappella a trobar precisió de quart de to i tercer to en entorns sonors difícils.
Laurence Equilbey va crear el conjunt Orquestra Insula el 2012 amb el suport del consell del Departament d'Hauts-de-Seine. Aquest conjunt, que toca instruments d'època i interpreta música del Segle de les Llums, ha estat resident a La Seine musicale a l'Île Seguin de Boulogne-Billancourt des de la inauguració del local l'abril de 2017. Directora artística de l'Orquestra Insula, és la responsable de programar la temporada de concerts convidats del conjunt. L'orquestra ha gravat nombrosos àlbums des de la seva creació i actua arreu d'Europa.

### Distincions
- 4 de juny de 2008: Cavaller de la Legió d'Honor.[7]
- Cavaller de la Reial Orde de l'Estrella Polar.[4]
- 13 de novembre de 2011: Oficial de l'Orde Nacional del Mèrit.[8]
- 1 d'abril de 2012: Comandant de l'Orde de les Arts i de les Lletres.[9]

## Col·laboracions
Laurence Equilbey col·labora amb nombroses orquestres (Lió, Leipzig, Lieja, Salzburg, Filharmònica de Brussel·les, Akademie für Alte Musik Berlin, Concerto Köln,...), en concert o en òperes, i amb els seus socis privilegiats, l'Orchestre de Chambre de Paris i l'Orquestra de l'Òpera de Rouen-Haute-Normandie, on és resident amb Accentus. Està associada amb la Cité de la musique i la Salle Pleyel i és artista associada de l'Orchestre de chambre de Paris, així com del Grand Théâtre d'Aix-en-Provence, i enregistra amb el segell Naïve. Ha supervisat la creació d'un centenar d'obres musicals.
Apassionada per l'art contemporani, treballa en projectes que posen en contacte música i artistes visuals. El 2009, sota el pseudònim d'Iko, va crear el projecte Private Domain, que reuneix músics dels camps de la música clàssica i electrònica, com ara la cantant Émilie Simon. L'espectacle es va crear a la catedral de Saint-Étienne durant la Primavera de Bourges 2009, amb Rosemary Standley, del grup Moriarty.
Als escenaris lírics, Laurence Equilbey ha dirigit notablement La Creació de Joseph Haydn amb posada en escena de La Fura dels Baus, La monja sagnant de Charles Gounod, Der Freischütz de Carl Maria von Weber, posda en escena per la nova companyia de màgia 14:20, Fidelio de Ludwig van Beethoven el 2022, amb escenografia de David Bobée.

## Discografia
- 1994 - Francis Poulenc, Maurice Ravel: Obres corals
- 1999 - Pierre Hugard: Missa Redde mihi laetitiam
- 1999 - Francis Poulenc: Obres sacres
- 2003 - Thierry Machuel: Psalm, obres profanes per a cor a cappella
- 2003 - Transcripcions (enregistrement premiat amb un Premi Grammy)
- 2004 - Johannes Brahms: Un requiem allemany
- 2005 - Wolfgang Amadeus Mozart: Gran misse en Do menor
- 2006 - Johannes Brahms, Robert Schumann: cors a cappella
- 2006 - Transcripcions 2
- 2007 - Franz Liszt: Via crucis
- 2008 - Gabriel Fauré: Rèquiem
- 2008 - Transcripcions Accentus
- 2008 - Antonín Dvořák: Stabat Mater
- 2010 - Strauss a cappella
- 2011 - Philippe Manoury: Inharmonies
- 2011 - Felix Mendelssohn: Christus; Cantates corals
- 2012 - Fauré, Pascal Dusapin, Brahms: Rèquiems; Haydn: Les Set Darreres Paraules de Crist; Transcripcions
- 2014 - Mozart: Rèquiem
- 2015 - Félicien David: Le Désert
- 2015 - Bruno Mantovani: Voices
- 2015 - Christoph Willibald Gluck: Orfeo et Euridice
- 2017 - Mozart: Misse de la Croronacoó; Vespres solemnes d'un confessor
- 2017 - Franz Schubert: Nacht & Träume (lieder amb orquestra)
- 2017 - Niels Wilhelm Gade: Comala
- 2018 - Ludwig van Beethoven: Concerts pera a piano n.4 et n.5
- 2019 - Beethoven: Fantasia coral; Triple Concert
- 2020 - Mozart: Magic Mozart (Erato)
- 2021 - Louise Farrenc: Simfonies 1 i 3 (Erato)
- 2022 - Mozart: Lucio Silla (Erato)

## Premis i distincions
- 2000: Personalitat musical de l'any 2000 pel Sindicat Professional de Crítics Dramàtics i Musicals.[11]
- 2002: Victòria de Música Clàssica al Conjunt Vocal de l'Any amb Accentus.[12]
- 2003: Gran Premi Antoine Livio de la International Music Press.[13]
- 2005: Victòria de Música Clàssica al Conjunt Vocal de l'Any amb Accentus.[12]
- 2006: Passaport "creador sense fronteres" per a música clàssica i contemporània presentat per Culturesfrance.
- 2008: Victòria de Música Clàssica al Conjunt Vocal de l'Any amb Accentus.[12]

### Filmografia
- Figura humana, documental de Cécile Patingre, 48 minuts, 2009.
- Die Schöpfung (La creació) de Haydn, 2018.[14]